# 이탈리아군
이탈리아군(이탈리아어: Forze armate italiane)은 이탈리아의 군대이다. 2014년 기준으로 상비군의 수는 347,927명이며. 예비군의 수는 41,867명 정도이다. 이탈리아군은 남유럽에서 이탈리아 해군이 항공모함을 보유하는 등 강한 전력을 보유하고 있다. 6척의 재래식 잠수함을 보유하고 있으나 원자력 잠수함 같은 전략 병기는 보유하지 못하고 있다. 상대적으로 육군이 약하다고 평가받고 있지만, 보통 이상의 육군 병기에 대한 기술력을 보유하고 있다. 차륜형 장갑차에 전차형의 포탑을 장착한 센타우로(B1 Centauro)가 유명하다.
이탈리아군은 이탈리아 국방부(이탈리아어: Ministero della Difesa)에서 총감독하며, 이탈리아 육군, 이탈리아 해군, 이탈리아 공군, 이탈리아 해병대, 이탈리아 총기병대로 구성된다. 이탈리아는 국토의 대부분이 지중해와 인접해 있어 해군이 상당히 강력하며 1,000톤급의 초계함부터 시스패로우 등의 대공 미사일을 장착하는 등 남유럽에서 가장 강력한 해군을 보유하고 있다. 2006년까지 이탈리아는 징병제를 유지하고 있었으나 이후엔 모병제로 전환하고 국방비 감축과 군비 축소를 진행하고 있다.
이탈리아의 군수 산업은 상당한 수준으로 발달했다. 베니토 무솔리니 집권시 대외팽창을 목적으로 이탈리아에서 여러 가지 군수산업을 육성하였으며, 전후에도 기술력을 인정받고 있어 이탈리아의 수출품이 되고 있다. 이탈리아는 제2차 세계대전 당시에 소총부터 전차, 비행기까지 자급하고 있었다. 베레타 M12, 베레타 AR-70/90을 만든 베레타부터 이탈리아의 회사이며, 샷건 분야에서 유명한 베넬리도 미국 해병대에서 많이 사용하여 유명하다. 전투기로는 M-364의 알레리아 아에르마키사가 이탈리아 회사이다. 알레리아 아에르마키사는 제1차 세계대전 때부터 전투기를 생산했고 제2차 세계대전에서도 C.200과 같은 유명한 전투기들을 생산했다. 헬리콥터로 유명한 아구스타 웨스트랜드의 아구스타도 이곳에 본사가 있다. 라인메탈 사와 함께 세계 최고의 화포 생산 기업 특히 해군용 함포쪽에 있어 상당한 수준으로 인정받는 오토멜라라사 또한 이탈리아의 대표적 군수 기업 중 하나이다. 피아트도 전차 및 전차엔진을 만들었다. 또한 장륜형 장갑차도 세계적이다.

## 역사
이탈리아군은 1861년 5월 4일 창군되었다. 이탈리아의 통일, 제1차 세계대전, 제2차 세계대전, 걸프 전쟁, 아프가니스탄 전쟁 등에 참전하였다. 하지만 제2차 세계대전에서 여러 차례 졸전을 보이며 한때 한국과 일본의 인터넷에서 "이탈리아군의 졸전 기록"이 화제가 되기도 하였다. 2006년 모병제로 전환하였다.

## 보유 병력 수

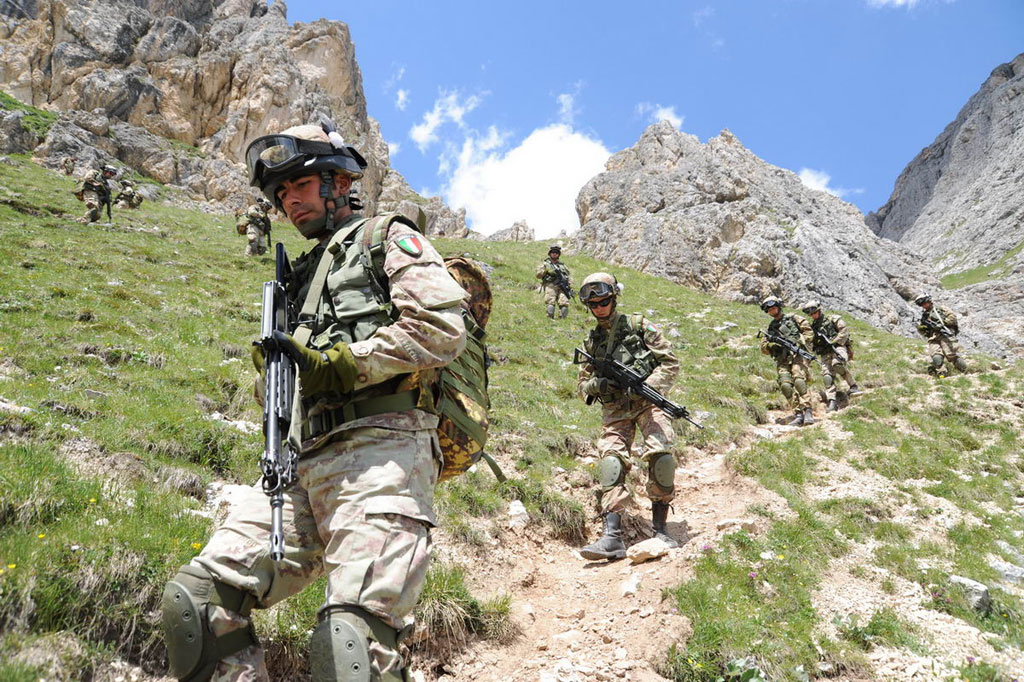
이탈리아 육군 보병.

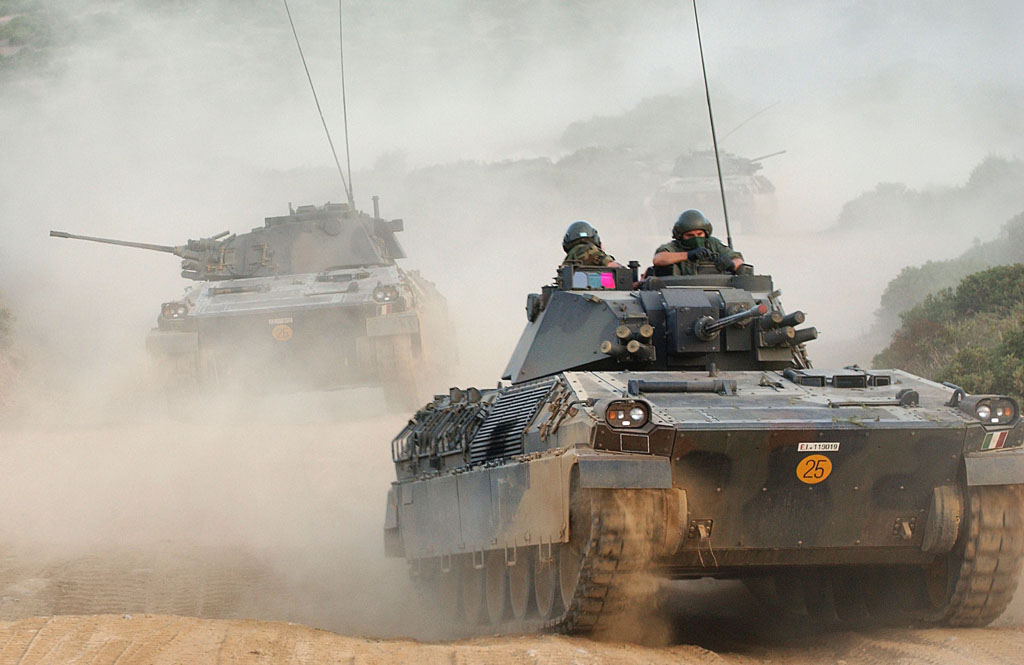
Dardo IFV 전차.

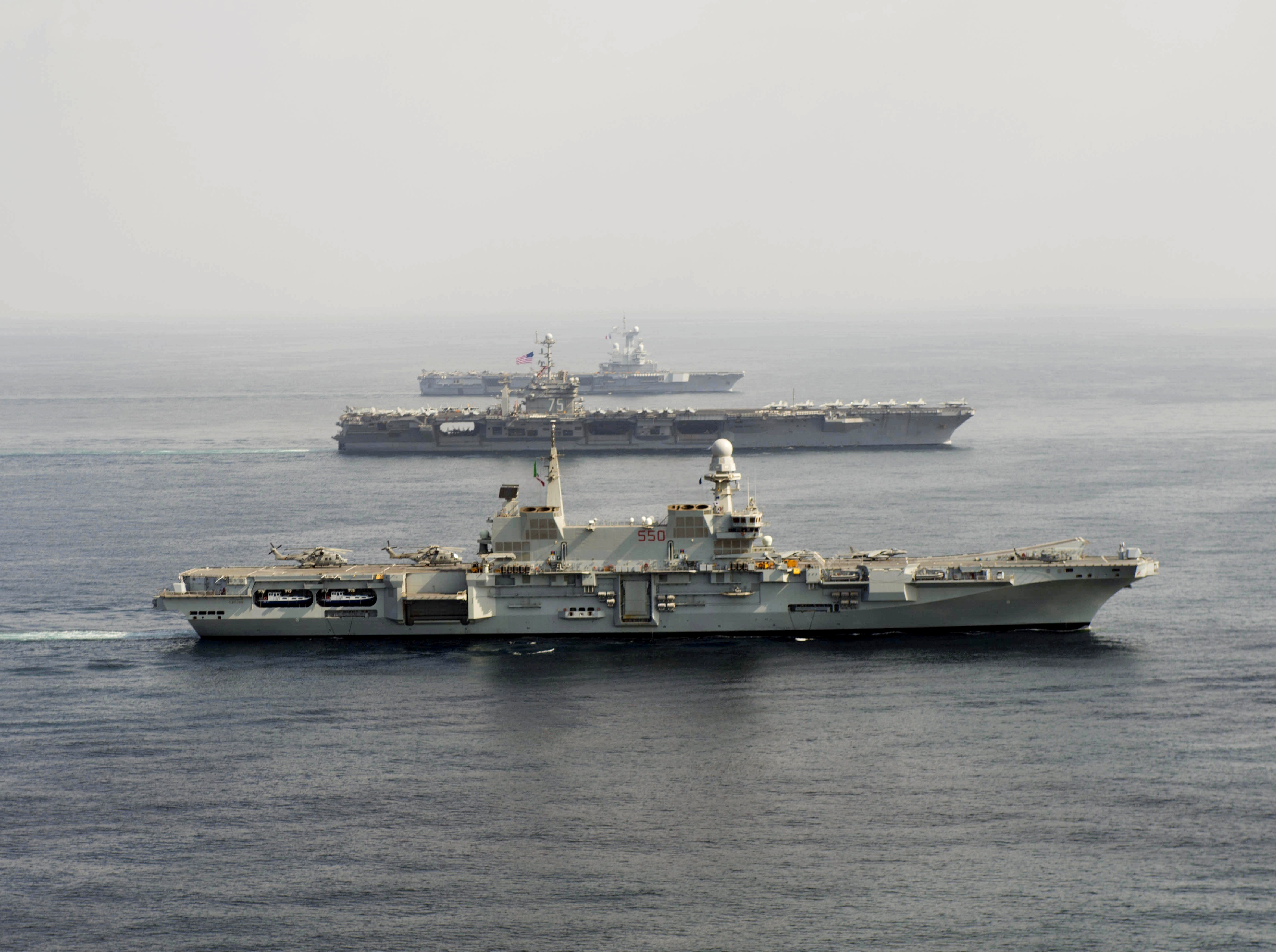
카보우르 항공모함.

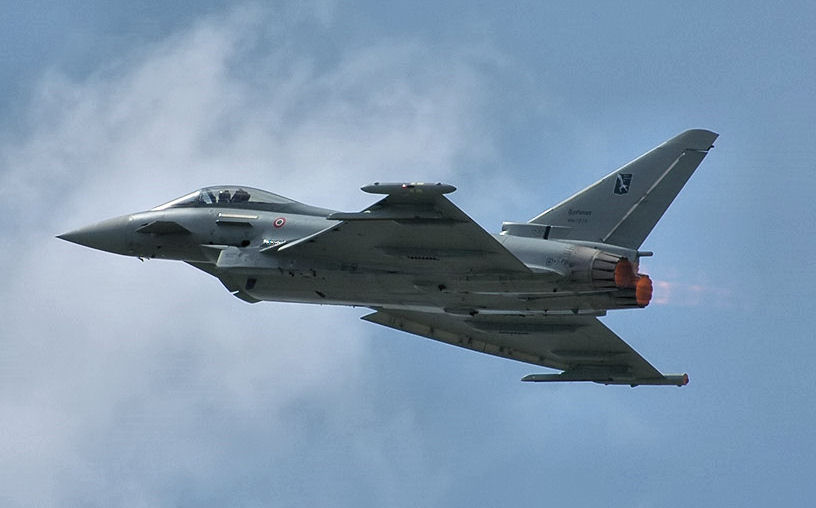
이탈리아의 유로파이터 타이쿤.

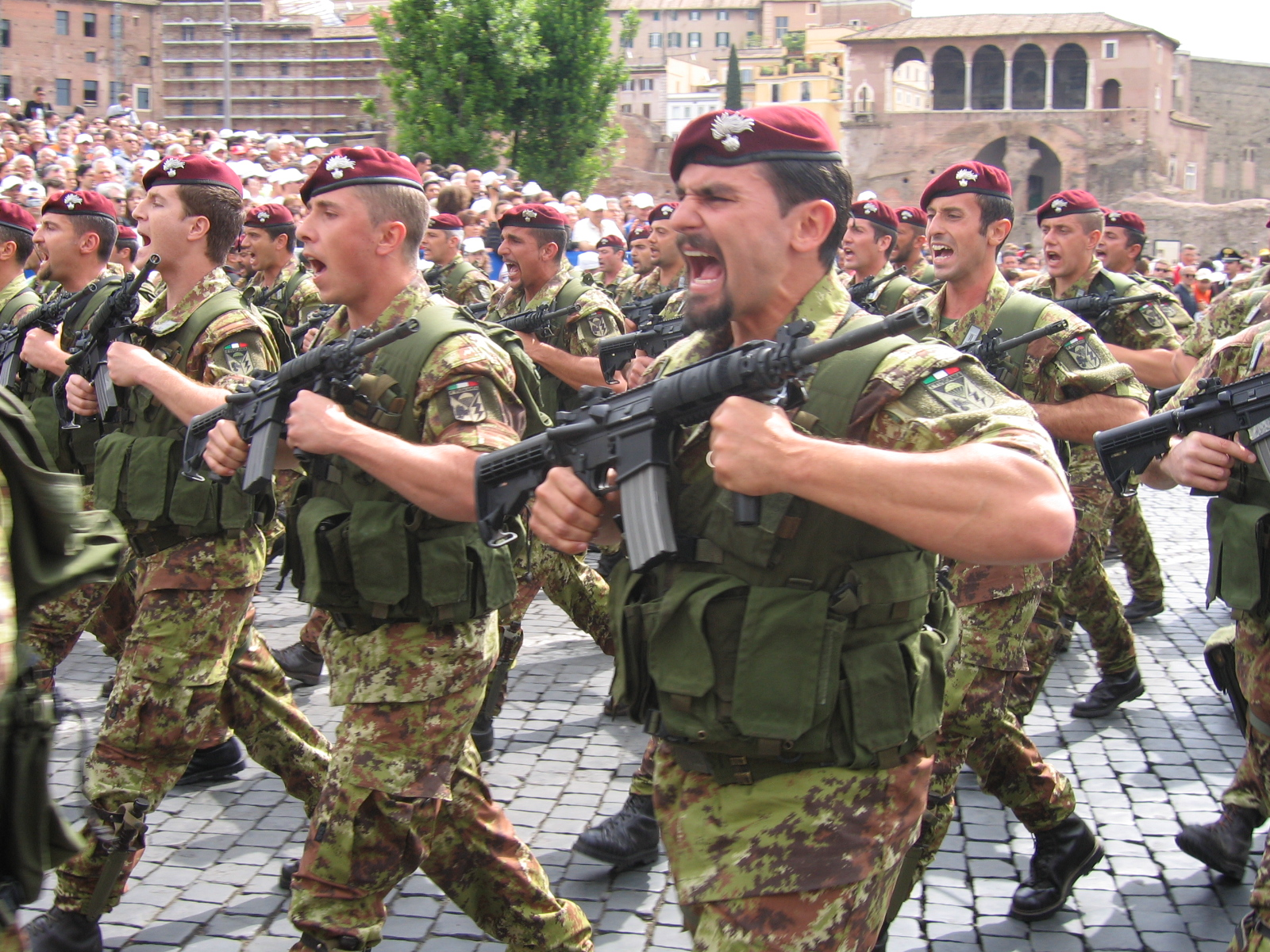
이탈리아 총기병대.

이탈리아 육군은 3세대 전차를 200대, 구축전차를 300대(100대 추가예정), 장갑차를 7,739대, 견인포를 162문, 자주포를 262대, MLRS를 22대, 수송 차량을 6,552대 보유하고 있다.
이탈리아 공군은 4.5세대 전투기를 96기, 4세대 전투기를 90기, 3세대 전투기를 14기, 지상 공격기를 69기, 조기경보헬기를 4기, 공중급유기를 10기, 헬리콥터를 435기 보유하고 있으며 보유 항공기 수 총합은 1,004기에 달한다.
이탈리아 해군은 7천톤 이상~8천톤 미만 준이지스 전투함을 2척, 6천톤 이상~7천톤 미만 준이지스 전투함을 4척(6척 추가예정), 5천톤 이상~6천톤 미만 구축함을 1척, 3천톤 이상~4천톤 미만 호위함을 8척, 2천톤 이상~3천톤 미만 호위함을 7척, 1천 5백톤 이상~2천톤 미만 초계함을 4척, 1천톤 이상~1천 5백톤 미만 초계함을 14척, 1백톤 이상~2백톤 미만 고속정을 8척, 3만톤 이상~3만 5천톤 미만 항공모함을 1척, 1만톤 이상~1만 5천톤 항공모함을 1척, 5천톤 이상~1만톤 미만 LPD을 3척, 1천 6백톤 이상~1천 7백톤 미만 재래식 잠수함을 2척, 1천 4백톤 이상~1천 5백톤 미만 재래식 잠수함을 4척(2척 추가예정) 보유하고 있는 유럽 국가 중 다섯 손가락 안에 꼽는 강군을 보유하고 있다.

## 해외 파병

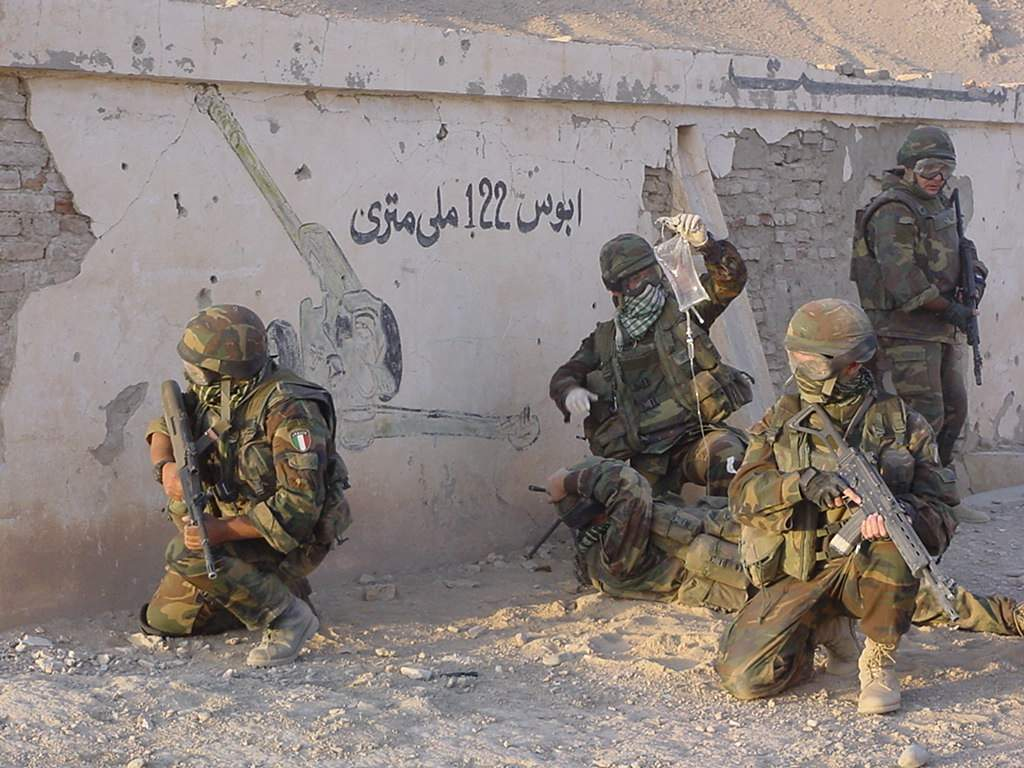
아프가니스탄 전쟁에 참전한 이탈리아군

제2차 세계대전 이후 각국 군대가 국제 공헌 동을 중요한 목적으로 둔 가운데 파리 강화 회의에 의해 군비 및 대외 활동에 제한이 가해지고 있던 이탈리아군도 1951년 인도와 파키스탄 분쟁 이후 많은 국제 공헌 활동에 참여하고 있다. 냉전 중반부터 현재에 이르기까지 유엔, NATO, 미국 주도의 연합을 통해 구 독립국가연합과 아프리카의 분쟁 및 학살 중지, 테러와의 전쟁, 유아 및 여성 인권 침해방지 등에 협력하고 있다. 냉전 시대에 미국과 서방 국가 간의 동맹으로 설립 된 NATO는 주미유럽군 남구방면부대의 핵심인 미제173공수여단과 미6함대를 포함한 주이탈리아미군과 NATO 지중해해군과 협력하면서 NATO 국방대학의 감리 운영, 15개국으로 구성된 이탈리아 NATO 긴급전개부대의 지휘조직이 위임되어 있다.
이탈리아는 한국 전쟁에 이탈리아군 의료부대를 파견하였다. 당시 이탈리아는 참전국 중 유일한 유엔 비회원국으로 조속하게 국제사회에 복귀하고자 하고 있었다. 의료부대 참가 5개국 중에서는 가장 소규모였으나 1951년 11월에 한국에 도착하여 바로 경인 지역에 병원을 설치하고 1955년 1월 2일 임무를 종료하기 전까지 유엔군뿐 아니라 한국 민간인들을 상대로도 많은 활동을 했다. 해당 기간 동안 이탈리아 의료진이 치료한 환자의 수는 처음 파송 후 6개월간 진료한 환자는 외래진료가 5만 8800명에 이르며 활동 전 기간에 걸친 외래환자는 군인과 민간인을 합쳐 19만 명에 달한다. 입원 환자의 수는 7041명, 입원 기간의 총합은 13만 1천 513일이다. 1993년 유엔평화유지활동의 일환으로 소말리아에 파병된 대한민국 국군 상록수부대의 경호를 이탈리아군이 맡기도 하였다.
또한 걸프 전쟁과 아프가니스탄 전쟁에 참전하였다. 그러나 아프가니스탄 전쟁에서 한 차례 논란이 있었는데, 2009년 아프가니스탄의 사루비 지역에 주둔한 이탈리아군이 철수하고 나서 바로 프랑스군이 공격당한 사건이 발생했다. 그전까지 이탈리아군이 공격받지 않았던 전례를 생각해보면 매우 이례적인 일이였기 때문에 조사가 시작되자 이탈리아군이 지역 탈레반 게릴라들에게 돈을 주고 평화를 샀다는 것이 밝혀졌고 2009년부터 이 문제가 블랙스캔들로 터져 나왔었다. 당시 이탈리아 정부는 이를 부정했지만 2013년에 사실로 밝혀졌고 관계문제를 고려하여 나토 등에서 비공식적 항의를 했다는 증언이 나오기도 하였다.

## 같이 보기
- 북대서양 조약 기구
- 이탈리아
- 군사
- 유럽연합
- 이탈리아 육군
- 이탈리아 해군
- 이탈리아 해병대
- 이탈리아 총기병대